# Lin Lanying
Lin Lanying (Putian, 7 febbraio 1918 – 4 marzo 2003) è stata una fisica, ingegnere elettrico e ricercatrice cinese nel campo della fisica dei materiali, nonché accademica e politica.
In Cina è chiamata la «madre dei materiali aerospaziali» e la «madre dei materiali semiconduttori».
Tra i suoi numerosi contributi figurano la produzione del primo silicio monocristallino cinese e la prima fornace monocristallina utilizzata per estrarre il silicio in Cina. Pose le basi per lo sviluppo della microelettronica e dell'optoelettronica. Fu responsabile dello sviluppo di materiali estesi in fase di vapore altamente purificata e in fase liquida e portò la Cina a diventare il leader mondiale nel campo.
Fu premiata come accademica dell'Accademia cinese delle scienze e divenne vicepresidente dell'Associazione per le Scienze e le Tecnologie della Cina. Vinse due volte il National S&T Progress Award e quattro volte il primo premio CAS S&T Progress Award.  Nel 1998, ricevette l'Henry Fok Achievement Award. In campo politico, fu scelta come deputata al Congresso nazionale del popolo e come membro del suo Comitato permanente.

## Primi anni di vita
Lin nacque a Putian, nella provincia del Fujian, nel sud della Cina.
Lin Lanying fu la prima figlia nata in una famiglia numerosa e prestigiosa, che potrebbe essere fatta risalire alla dinastia Ming 600 anni prima. Il suo antenato Lin Run era un censore imperiale durante la dinastia Ming; Lin e la sua famiglia vivevano in una casa ereditata da quell'epoca. Le sue sorelle divennero spose bambine o furono uccise. Prima che avesse sei anni, Lanying doveva lavare i vestiti e cucinare per tutta la famiglia.

### Formazione scolastica
All'età di sei anni, Lin voleva andare a scuola piuttosto che fare i lavori domestici. L'unica via di fuga era attraverso l'istruzione. Sua madre era profondamente influenzata dalle norme sociali cinesi di genere e le proibiva di perseguire un'istruzione. Lin si chiuse in camera sua e giurò che non avrebbe mangiato a meno che non le fosse stato permesso di andare a scuola. Sua madre fu commossa dalla sua insistenza e alla fine le permise di frequentare la scuola elementare di Liqing.  Lin spesso prendeva il voto migliore della sua classe, mentre le veniva chiesto di lavare e cucinare.
Combatté una battaglia simile per continuare la scuola media di Liqing. Sua madre sosteneva che come donna l'alfabetizzazione non aveva importanza. Convinse sua madre che se non avesse avuto bisogno di soldi per studiare, sarebbe potuta andare; la scuola media forniva borse di studio per gli studenti che ottenevano i tre migliori voti ogni semestre. Lin guadagnò la sua borsa di studio ogni semestre.
Dopo aver terminato la scuola media, si iscrisse al liceo di Putian. Sua madre finalmente accettò i suoi studi grazie al successo alle medie. Tuttavia, Lin rimase in quella scuola solo per un anno. Il Giappone iniziò la guerra con la Cina. Molti studenti si ribellarono e tennero parate per boicottare il Giappone. Molti soldati e agenti giapponesi erano in Cina, quindi le parate furono soppresse e alcuni studenti furono uccisi. Lin si trasferì in una scuola femminile chiamata Hami Lton. Uno dei suoi insegnanti era americano e non parlava molto bene il cinese, quindi molti dei suoi compagni di classe non potevano seguire i suoi corsi. Lin aiutò l'insegnante come assistente. Quando l'insegnante insegnava qualcosa in inglese, Lanying Lin traduceva. Per questo motivo, era chiamata "piccola maestra".
Proseguì i suoi studi alla Fukien Christian University, una delle migliori università in Cina a quel tempo. Si laurerò all'età di 22 anni con una laurea in Fisica come una delle migliori del suo corso. Lavorò all'università per 8 anni, quattro anni come assistente per insegnare in alcuni corsi fondamentali come la meccanica. Il suo primo libro fu un Corso per esperimenti in ottica e ottenne la certificazione come professoressa.

### Istruzione in America
La Fukien Christian University aveva allora programmi di scambio con la New York University e molti insegnanti che lavoravano da più di 2 anni potevano studiare all'estero. Tuttavia, poiché non era cristiana, fu esclusa. Così fece domanda per frequentare il Dickinson College e ottenne una borsa di studio completa e un'altra laurea in matematica con l'aiuto del suo compagno di lavoro Lairong Li nel 1931. Studiò poi Fisica dello stato solido presso l'Università della Pennsylvania. Nel 1955, ricevette un dottorato in Fisica dello stato solido e divenne la prima cittadina cinese in un secolo a conseguire un dottorato lì. Pensava che rispetto alla matematica, la fisica fosse più applicabile e più utile per la Cina.

## Carriera

### America
Lanying voleva tornare in Cina dopo la laurea. Tuttavia, la situazione politica cinese non era favorevole. All'epoca, l'America offriva molte opportunità per gli scienziati, ivi compresi gli studenti internazionali. Molti studenti cinesi non erano autorizzati a rimpatriare. Su consiglio del suo professore presso l'Università della Pennsylvania, decise di lavorare come ingegnere senior presso la compagnia Sylvania che produceva principalmente semiconduttori. Allora, l'azienda aveva fallito diverse volte nella produzione di silicio monocristallino. Lanying ne scoprì i problemi e aiutò l'azienda a progettare con successo la tecnologia del silicio.

### Cina
Dopo che Lin aveva lavorato in America per un anno, la Cina firmò un trattato durante la Conferenza di Ginevra nel 1956 che copriva gli studenti internazionali. Il 6 gennaio 1957, Lin tornò in Cina dopo otto anni. Poco prima che salisse a bordo, il Federal Bureau of Investigation le si avvicinò e la minacciò di trattenere i suoi guadagni di un anno di 6800 dollari, per convincerla a rimanere. Lin accettò e salì a bordo della nave.
La sua famiglia rimaneva povera perché il suo stipendio era di soli 207 RMB, o 20 dollari al mese. Nel 1957, il suo posto di lavoro, l'Institute of Semiconductor CAS, finì di produrre il primo germanio monocristallino in Cina. In virtù della sua esperienza nella Sylvania Company, conosceva i processi per la produzione di silicio monocristallino. Tuttavia, non riuscì a procurarsi le attrezzature necessarie a causa degli embarghi di altri paesi. Cambiò il procedimento e realizzò il primo silicio monocristallino della Cina nel 1958. La Cina divenne il terzo paese a produrre silicio monocristallino. Nel 1962 progettò la fornace monocristallina. che fu concessa in licenza a molti Paesi. Nello stesso anno produsse il primo arseniuro di gallio monocristallino in Cina. L'arseniuro di gallio di Lin raggiunse la massima mobilità fino a quel momento.
In Cina arrivò la rivoluzione culturale, colpendo anche il mondo dell'educazione e della scienza. Lin non era autorizzata a fare ricerche e doveva rimanere nella sua stanza sotto il controllo delle autorità. Il padre educatore di Lin morì durante un'aggressione.
Nonostante la tragedia, lei lavorò fino all'età di 60 anni dopo la Rivoluzione Culturale. Scoprì che la densità di dislocazione dell'arseniuro di gallio esistente era alta a causa della gravità e non abbastanza buona da usare, quindi decise di fare un esperimento su satelliti artificiali. Questo fu un esperimento pericoloso perché il punto di fusione dell'arseniuro di gallio è di 1238 gradi Celsius. Tuttavia, si concluse con successo e divenne la prima al mondo a realizzarlo. A causa di questo lavoro sull'arseniuro di gallio, il governo cinese avrebbe intitolato una società di arseniuro di gallio (cinese:中 科 稼 英) a suo nome nel 2001.
All'età di 78 anni, nel 1996, le fu diagnosticato un cancro. Stava lavorando alla costruzione della base di semiconduttori nella parte meridionale della Cina. Quando ricevette la diagnosi, chiese se avesse altri dieci anni di vita per portare a termine il progetto. Morì il 4 marzo 2003.

## Attività politica e sociale
Per tutta la vita, affrontò difficoltà per il fatto di essere donna. Dopo essere tornata dagli Stati Uniti, entrò a far parte della Federazione delle donne della Cina. Tenne molte conferenze per parlare di questioni di genere. Come donna, non accettava i ruoli di genere. Credeva che nel campo della scienza, donne e uomini siano uguali e che il motivo per cui ci sono meno donne in questo campo è che le donne sono più facilmente distratte, ad esempio, dai pettegolezzi, quindi le donne devono memorizzare più cose non correlate e non possono concentrarsi sul lavoro.
Lin ha partecipato a varie attività politiche e sociali. Nel 1962 diventa vicepresidente della Federazione giovanile cinese. Nel dicembre 1964, diventa deputata al Terzo Congresso nazionale del popolo e membro del Comitato permanente del Congresso nazionale del popolo. Nel 1971 visita la Thailandia con il vicepresidente del comitato consultivo politico del popolo cinese Ying Zheng. Nel 1972 incontra la scienziata Wu Jianxiong con il primo ministro Zhou Enlai. Nel gennaio 1975, diventa deputata al quarto congresso nazionale del popolo. Nel febbraio 1978, diventa deputata al quinto congresso nazionale del popolo; nel settembre dello stesso anno, diventa membro della All-China Women's Federation (ACWF). Nel 1980, va in Corea del Nord per fare delle presentazioni e incontra il presidente della Corea del Nord Kim Il-sung. Nell'aprile 1980, diventa il secondo vicepresidente della China Association for Science and Technology (CAST). Nel maggio 1981, diventa amministratore delegato del dipartimento tecnologico dell'Accademia cinese delle scienze (CAS). Nel settembre 1982, diventa la delegata della dodicesima Conferenza nazionale del popolo tenuta dal Partito Comunista Cinese (PCC). Nel maggio 1983, diventa deputata al sesto congresso nazionale del popolo. Nel 1985, visita l'America con una delegazione del Congresso Nazionale del Popolo. Nell'agosto 1985, va nella Germania federale e prende parte a seminari scientifici sui materiali aerospaziali. Nel 1985, diventa il terzo vicepresidente della China Association for Science and Technology (CAST). Nel 1987, partecipa alla Conferenza internazionale delle donne parlamentari, visita l'America con la delegazione della National Association for Science and Technology e si unisce all'American Association for the Advancement of Science (AAAS). Nell'ottobre 1988, partecipa alla conferenza intitolata "L'influenza delle donne sullo sviluppo della scienza del terzo mondo" tenutasi dalla Third World Academy of Science (TWAS) a Lee Jast. Nel marzo 1988, diventa deputata al Settimo Congresso Nazionale del Popolo e membro del Comitato Permanente del Congresso Nazionale del Popolo. Nel 1988, diventa direttore onorario del Chinese Institute of Electronics (CIE). Nel 1991, diventa il quarto vicepresidente della China Association for Science and Technology (CAST). Nel marzo 1993, diventa deputata all'VIII Congresso nazionale del popolo e membro del Comitato permanente del Congresso nazionale del popolo. Nel 1996, partecipa alla trentunesima Conferenza mondiale delle Nazioni Unite sulle donne con la delegazione del governo cinese.

## Vita privata

### Membri della famiglia
La sua famiglia comprendeva più di 20 persone. Sua madre e suo padre la influenzarono più di chiunque altro. Suo padre Jianhua Li era un educatore. Da giovane si era trasferito lontano da casa e aveva studiato all'università. Sebbene non fosse rimasto con Lanying, spesso le scriveva lettere e le comprava dei libri. Jianhua ispirò Lanying a studiare.
Lanying aveva due fratelli. Dopo essere tornata dall'America, aiutò a crescere due nipoti perché non aveva figli propri.

### Relazioni sentimentali
Lin non si sposò mai, ma amò due uomini. Il primo era Qichang Guan. Lanying e Qichang erano in classi diverse della stessa scuola media. Dopo la laurea, Qichang andò in un'altra città con i suoi genitori, quindi si separarono, ma continuarono la loro relazione per posta. Qichang disse a Lanying che voleva sposarla e lavorare con lei come insegnanti in una scuola media. Tuttavia, Lanying era più ambiziosa. A poco a poco smisero di scriversi. All'età di 17 anni, Qichang morì a causa della leucemia.
Amò anche Cheng Lin. Si incontrarono alla Fukien Christian University. Avevano gli stessi interessi ed entrambi erano ambiziosi. Dopo la laurea, entrambi rimasero in quell'università e vi lavorarono come insegnanti. Tuttavia, poiché Lanying voleva studiare ancora e decise di andare in America, si separarono. Cheng Lin si sposò dopo che Lin andò in America. La loro storia è stata raccontata nel romanzo "La seconda stretta di mano".

## Crediti
A Lin sono accreditate le seguenti ricerche:
- 1957: realizza il primo germanio monocristallino (stile N e stile P) in Cina e getta le basi per lo sviluppo di radio a transistor
- 1958: realizza l'antimonuro di gallio monocristallino
- 1958: produzione del primo silicio monocristallino
- 1959: realizza il solfuro di cadmio monocristallino
- 1960: realizza i materiali estesi per il silicio
- 1962: realizza la prima fornace monocristallina denominata TDK in Cina
- 1962: realizza il primo silicio monocristallino senza malposizionamento in Cina
- 1962: realizza il primo antimonuro di indio monocristallino con la massima purificazione
- 1962: realizza il primo arseniuro di gallio monocristallino
- 1963: realizza il primo laser a semiconduttore in Cina
- 1963: realizza silicio altamente purificato
- 1964: progetta il processo di produzione di silicio a bassa malposizione
- 1974: realizza il primo arseniuro di gallio monocristallino senza malposizionamento
- 1981: realizza il circuito integrato
- 1986: realizza il circuito integrato SOS-CMOS
- 1989: ricerca sull'ampio materiale GaInAsSb / InP
- 1989: esegue con successo l'esperimento per fondere l'arseniuro di gallio in satelliti artificiali
- 1991: realizza un satellite utilizzando 5 diversi circuiti del circuito integrato SOS-CMOS
- 1992: produce il fosfuro di indio monocristallino
- 1998: produce celle solari efficaci all'arseniuro di gallio liquefacendo i materiali estesi
- 1990-2000: guida una ricerca su SiC, GaN e perfeziona la nuova tecnologia di crescita nei materiali ad alta temperatura

## Riconoscimenti
A Lin sono stati assegnati i seguenti riconoscimenti:
- 1963: secondo premio del The Achievements of National Science and Technology
- 1964: secondo premio del The Achievements of National Science and Technology Awards
- 1978: premio CAS Important Achievements of Science and Technology
- 1981: CAS Important Achievements of Science and Technology Award
- 1986: riceve il terzo premio del The Achievements of National Science and Technology Award
- 1989: secondo premio del The Achievements of National Science and Technology
- 1989: terzo premio del The Achievements of National Science and Technology Award
- 1990-1991: terzo premio The Achievements of National Science and Technology